# ناحیه سجاول
ناحیه سجاول (به انگلیسی: Sujawal District) یکی از ناحیه‌های پاکستان است که در ایالت سند واقع شده‌است. ناحیه سجاول ۷٬۳۳۵ کیلومتر مربع مساحت و ۷۸۱٬۹۶۷ نفر جمعیت دارد.